# Victor Garber
Victor Joseph Garber (London, Ontario, Kanada, 1949. március 16. –) hatszoros Emmy-díjra jelölt kanadai filmszínész és énekes.

## Karrier
Garber kilencévesen kezdett színészkedni, a Hart House-hoz csatlakozott 15 éves korában. 1967-ben egy népi zenéket játszó zenekart alapított The Sugar Shoppe címmel. A zenekar tagjai Peter Mann, Laurie Hood és Lee Harris volt. A csapatnak mérsékelt sikere volt.
Garber különféle amerikai és kanadai filmekben játszott, mint a James Cameron által rendezett Titanic-ban (1997), amelyben a Titanic hajóépítő mérnökét, Thomas Andrews-ot játszotta. Kiemelkedő szerepe volt a Godspell-ben (1973), ahol Jézust alakította, a Sleepless in Seattle-ben (1993), a Doktor Szöszi-ben (2001), az Annie-ben (1999) és a Tuck Everlasting-ben (2002). Az 1980-as évek végén Liberace szerepét játszotta.
2001 és 2006 között Garber játszotta Jack Bristow szerepét Ron Rifkin, Jennifer Garner és Lena Olin mellett a J. J. Abrams rendezte televíziós sorozatban, az Alias-ban.

## Magánélete
Bár a magánéletéről Garber általában kevés információt közöl a nyilvánossággal, 2012-ben nyilvánosságra hozta homoszexualitását. 2013-ban azt nyilatkozta, hogy „nem igazán szoktam beszélni róla, de mindenki tudja." Garber 2000-től párkapcsolatban élt a kanadai modellel, Rainer Andreesennel.  
2015 október 10-én Andreessen bejelentette az Instagram oldalán, hogy ő és Garber összeházasodott Kanadában.

## Filmográfia

### Film
| Év   | Magyar cím               | Eredeti cím                            | Szerep                               | Magyar hang     |
| ---- | ------------------------ | -------------------------------------- | ------------------------------------ | --------------- |
| 1973 |                          | Godspell                               | Jézus Krisztus                       |                 |
| 1974 |                          | Monkeys in the Attic                   | Eric                                 |                 |
| 1981 |                          | In the Research of Path of Life        | Benjamin Lonergan                    |                 |
| 1988 |                          | The Legendary Life of Ernest Hemingway | Ernest Hemingway                     |                 |
| 1992 | Facérok                  | Singles                                | gyermek apja (cameo)                 |                 |
| 1992 |                          | I'll Never Get to Heaven               | Eric Hoskins                         |                 |
| 1992 | Könnyű altató            | Light Sleeper                          | Tis Brooke                           | Barbinek Péter  |
| 1993 | A szerelem hullámhosszán | Sleepless in Seattle                   | Greg                                 | Balázsi Gyula   |
| 1993 | A gyereknepper           | Life with Mikey                        | Brian Spiro                          | Csonka András   |
| 1994 |                          | Exotica                                | Harold Brown                         |                 |
| 1994 | Segítség, karácsony!     | Mixed Nuts                             | dühös szomszéd (hangja)              |                 |
| 1995 | Jeffrey – Valami más     | Jeffrey                                | Tim                                  |                 |
| 1995 |                          | Kleptomania                            | Morgan Allen                         |                 |
| 1996 | Elvált nők klubja        | The First Wives Club                   | Bill Atchison                        | Fazekas István  |
| 1997 | Titanic                  | Titanic                                | Thomas Andrews                       | Várkonyi András |
| 1997 |                          | The Absolution of Anthony (rövidfilm)  | Father Carson atya                   |                 |
| 1998 | Korlátlan szerelem       | How Stella Got Her Groove Back         | Isaac (cameo)                        |                 |
| 2001 | Doktor Szöszi            | Legally Blonde                         | Callahan professzor                  | Ujréti László   |
| 2001 | A pót télapó             | Call Me Claus                          | Taylor                               | Rosta Sándor    |
| 2002 | Örök kaland              | Tuck Everlasting                       | Robert Foster                        | Jakab Csaba     |
| 2002 | Barátnők a bajban        | Home Room                              | Martin Van Zandt nyomozó             |                 |
| 2008 | Milk                     | Milk                                   | George Moscone polgármester          | Szokolay Ottó   |
| 2008 | Milk                     | Milk                                   | George Moscone polgármester          | Rosta Sándor    |
| 2009 | A Zöld Lámpás: A kezdet  | Green Lantern: First Flight            | Sinestro (hangja)                    | Kárpáti Levente |
| 2009 | Star Trek                | Star Trek                              | Klingon vallató (törölt jelenet)     |                 |
| 2010 | Már megint Te?!          | You Again                              | Mark                                 | Kőszegi Ákos    |
| 2010 | Tolvajok városa          | The Town                               | David bankigazgató-helyettes (cameo) | Kajtár Róbert   |
| 2011 | Kung Fu Panda 2.         | Kung Fu Panda 2                        | Mennydörgő Orrszarvú mester (hangja) |                 |
| 2011 | Megfontolt szándékkal    | The Entitled                           | Bob Vincent                          | Papp János      |
| 2011 |                          | Take Me Home                           | Arnold                               |                 |
| 2012 | Az Argo-akció            | Argo                                   | Kenneth D. Taylor                    | Csankó Zoltán   |
| 2012 |                          | Moving Day                             | Wilf Redmond                         |                 |
| 2013 | Tiszta lappal            | I'll Follow You Down                   | Sal                                  | Harmath Imre    |
| 2014 | Big Game – A nagyvad     | Big Game                               | Alelnök                              | Ujréti László   |
| 2015 | Önkívület                | Self/less                              | Martin O'Neill                       | Dunai Tamás     |
| 2015 | Életre-halálra           | Consumed                               | Dan                                  | Fazekas István  |
| 2015 | Sicario – A bérgyilkos   | Sicario                                | Dave Jennings                        | Dunai Tamás     |
| 2015 |                          | Bob's Broken Sleigh                    | Fluffy (hangja)                      |                 |
| 2017 | Salinger                 | Rebel in the Rye                       | Sol Salinger                         | Kőszegi Ákos    |
| 2019 | Sötét vizeken            | Dark Waters                            | Phil Donnelly                        | Barbinek Péter  |
| 2020 |                          | Funny Face                             | fejlesztő apja                       |                 |
| 2020 | Karácsonyi meglepi       | Happiest Season                        | Ted Caldwell                         | Rosta Sándor    |
| 2023 | Kívánság                 | Wish                                   | Sabino (hangja)                      | Csuha Lajos     |
| 2024 | Vigyél a holdra          | Fly Me to the Moon                     | Hedges szenátor                      |                 |
| TBA  |                          | The Gettysburg Address                 | William L. Saunders (hangja)         |                 |

### Televízió
- 2001: Judy Garland: Én és az árnyékaim

## Fordítás
- Ez a szócikk részben vagy egészben a Victor Garber című angol Wikipédia-szócikk fordításán alapul.  Az eredeti cikk szerkesztőit annak laptörténete sorolja fel. Ez a jelzés csupán a megfogalmazás eredetét és a szerzői jogokat jelzi, nem szolgál a cikkben szereplő információk forrásmegjelöléseként.